# Rozkład Voigta
Rozkład Voigta (profil Voigta) – rozkład prawdopodobieństwa otrzymywany przez splot rozkładu Cauchy’ego-Lorentza i rozkładu Gaussa. Jest często stosowany w analizie danych w spektroskopii i dyfrakcji. Rozkład nazwano na cześć Woldemara Voigta.

## Definicja
Bez straty ogólności możemy rozważać pod uwagę tylko wycentrowane rozkłady, to jest takie, których punkt największej gęstości jest równy zeru. Rozkład Voigta powstaje w wyniku dodawania zmiennej losowej o rozkładzie Cauchy’ego i drugiej zmiennej losowej o rozkładzie normalnym, obydwie o medianie zero. Wynika z tego, że gęstość rozkładu Voigta jest splotem gęstości tych rozkładów:
{\displaystyle V_{\sigma ,\gamma }(x)=\int _{-\infty }^{\infty }G_{\sigma }(y)L_{\gamma }(x-y)\,dy,}
gdzie {\displaystyle \sigma ,\gamma } są parametrami rozkładu Voigta i jednocześnie odpowiednio pierwiastkiem z wariancji rozkładu normalnego oraz czynnikiem skali rozkładu Cauchy’ego. Funkcja {\displaystyle G_{\sigma }} to gęstość rozkładu normalnego o średniej zero:
{\displaystyle G_{\sigma }(x)={\frac {e^{-x^{2}/2\sigma ^{2}}}{\sigma {\sqrt {2\pi }}}},}
a {\displaystyle L_{\gamma }} jest wyśrodkowanym rozkładem Cauchy’ego-Lorentza:
{\displaystyle L_{\gamma }(x)={\frac {\gamma }{\pi (x^{2}+\gamma ^{2})}}}.
W przypadkach granicznych {\displaystyle \sigma =0} i {\displaystyle \gamma =0} następnie {\displaystyle V_{\sigma ,\gamma }} upraszcza do odpowiednio {\displaystyle L_{\gamma }} i {\displaystyle G_{\sigma }.}

## Zastosowania
W spektroskopii rozkład Voigta wynika ze splotu dwóch mechanizmów poszerzających linie widmowe, z których jeden ma rozkład normalny (zwykle jest to poszerzenie dopplerowskie), a drugi ma rozkład Lorentza (naturalne poszerzenie widma). Z tego powodu profile Voigta są powszechne w wielu gałęziach spektroskopii i dyfrakcji.